# Bergslagens räddningstjänst

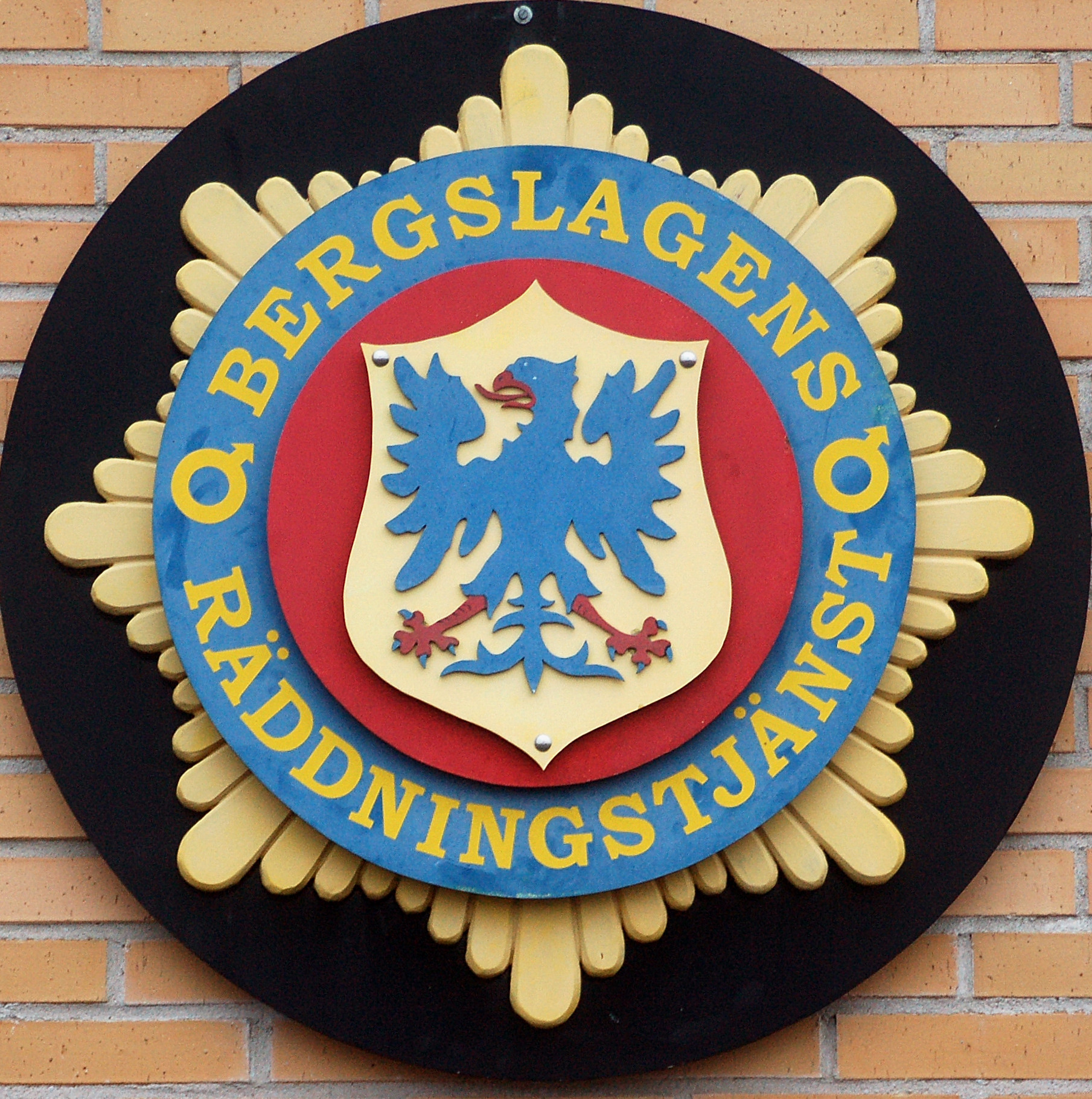

Bergslagens räddningstjänst är ett kommunalförbund som inrättades 1997 bestående av Degerfors kommun, Filipstads kommun, Hällefors kommun, Karlskoga kommun, Kristinehamns kommun och Storfors kommun. Förbundet har sitt kansli i Kristinehamn och uppgiften är att ombesörja räddningstjänsten inom medlemskommunerna.
Förbundet har brandstationer i Degerfors, Filipstad, Hällefors, Karlskoga, Kristinehamn, Lesjöfors, Storfors och Åtorp. Larmcentralen är belägen i Karlskoga.